# Benenden
Benenden är en ort och civil parish i grevskapet Kent i sydöstra England. Orten ligger i distriktet Tunbridge Wells, cirka 5 kilometer sydost om Cranbrook. Tätorten (built-up area) hade 1 406 invånare vid folkräkningen år 2021.